# Rakeem Buckles
Rakeem Buckles, né le 15 novembre 1990, à Miami en Floride est un joueur américain de basket-ball. Il évolue au poste d'ailier fort.

## Biographie
Le 11 août 2014, il signe son premier contrat professionnel en Autriche au Redwell Gunners Oberwart.
Le 1er août 2015, il signe en Italie au NPC Rieti, en deuxième division du championnat italien.
Le 1er août 2016, il signe en Allemagne au Rasta Vechta, en première division du championnat allemand. Mais, le 19 octobre 2016, il quitte le club allemand.
Le 22 octobre 2016, il signe en Finlande au Kouvot Kouvola. 
Le 22 juin 2017, il part en France où il signe au Lille Métropole Basket Clubs, en seconde division du championnat de France. Le 27 juillet 2018, il prolonge son contrat d'un an avec le club nordiste.

## Clubs successifs
- 2014-2015 :  Oberwart Gunners (A Bundeslig)
- 2015-2016 :  Sebastiani Rieti (Serie A2)
- 2016-2017 :
  -  SC Rasta Vechta (BBL)
  -  Kouvot Kouvola (Korisliiga)
- 2017-2019 :  Lille MBC (Pro B)
- 2019 :  Hapoël Haïfa (Liga Leumit puis Ligat ha'Al)

## Distinctions
- MVP du mois de mai en Pro B 2018[8]